# Iglesia evangélica de habla alemana en Irán
La Iglesia evangélica de habla alemana en Irán (en alemán: Evangelische Gemeinde Deutscher Sprache im Iran) es una comunidad religiosa luterana, establecida en 1958 por comerciantes, trabajadores y diplomáticos alemanes en Teherán. Esta denominación tiene la misión de predicar el Evangelio, administrar los sacramentos, educar a los jóvenes, proporcionar atención pastoral y practicar la caridad cristiana, tal como se establece en su acta fundacional. A pesar de estar basada en Irán, su impacto y alcance se extienden más allá de las fronteras, sirviendo también a varias comunidades en la península arábiga. La comunidad ha enfrentado desafíos económicos debido a las sanciones y la crisis económica de Irán, pero sigue siendo un punto central de reunión para la comunidad alemana en el país.

## Historia

### Fundación
La Iglesia fue fundada en 1958 con el objetivo de servir a la comunidad alemana residente en Teherán. La iniciativa fue impulsada principalmente por comerciantes y diplomáticos, quienes necesitaban un espacio donde pudieran continuar practicando su fe y mantener su conexión cultural y religiosa con Alemania. La Iglesia está situada en el barrio de Gholhak, una zona que alguna vez fue el centro de la comunidad alemana en Teherán, y donde también se encuentra la Christuskirche (‘iglesia de Cristo’), la principal sede de esta comunidad religiosa en Irán.

### Evolución histórica
Desde su fundación, la Iglesia ha evolucionado, no solo como un espacio de culto para los alemanes, sino también como un lugar de encuentro para la comunidad internacional de habla inglesa, gracias a la integración de la International Fellowship. Aunque el número de miembros ha variado a lo largo de los años, en 2020 contaba con alrededor de cien miembros, muchos de los cuales eran mujeres alemanas casadas en Irán. Esta comunidad se reúne regularmente en la Christuskirche para celebrar servicios religiosos, ofreciendo un refugio espiritual para los expatriados.

## Doctrina y creencias
Como parte de la tradición luterana, la Iglesia se adhiere a las doctrinas clásicas del luteranismo, enfatizando la importancia de la gracia, la fe y la predicación del Evangelio. No obstante, debido al contexto iraní, donde la misión pública hacia los musulmanes está prohibida, la Iglesia tiene limitaciones estrictas en cuanto a sus actividades misioneras. El proselitismo público, especialmente hacia los musulmanes, está penalizado severamente por la ley iraní. A pesar de estas restricciones, la comunidad puede practicar su fe en privado, lo que ha permitido mantener viva su misión pastoral y sacramental dentro de los límites permitidos.

## Prácticas religiosas
La comunidad se reúne cada viernes a las 10:00 am en la Christuskirche para celebrar servicios religiosos abiertos a todos los cristianos. Estos servicios se realizan tanto en alemán como en inglés, lo que refleja la diversidad cultural y lingüística de los asistentes. Además de las ceremonias litúrgicas regulares, la Iglesia también administra los sacramentos y proporciona orientación pastoral, tanto a los miembros de la comunidad como a aquellos en otros países de la región del golfo Pérsico.

## Organización y liderazgo
La Iglesia está dirigida por teólogos, que para 2019 eran Kirsten y Matthias Wolandt, responsables tanto de los servicios religiosos como del apoyo pastoral para la comunidad local y regional. Los pastores no solo se encargan de la comunidad en Teherán, sino que también brindan atención pastoral en otros países de la península arábiga.

## Sociedad
Uno de los principales retos que enfrenta la Iglesia es la difícil situación económica provocada por las sanciones internacionales impuestas a Irán. La devaluación de la moneda iraní y el deterioro general de la economía han afectado tanto a los iraníes como a los expatriados, incluyendo a los miembros de la Iglesia. Estas dificultades económicas han generado un ambiente de incertidumbre y desesperanza entre las familias extranjeras, quienes ven con preocupación el futuro. Además, la Iglesia ha expresado el deseo de que haya una mayor presencia económica europea en Irán, lo que facilitaría la vida de los extranjeros y beneficiaría el funcionamiento de la comunidad religiosa.
A pesar de las restricciones, la Iglesia ha encontrado un ambiente relativamente acogedor en la sociedad iraní. Los miembros de la Iglesia han destacado la hospitalidad del pueblo iraní y se sienten bien recibidos en su vida cotidiana. No obstante, las leyes iraníes prohíben la misión pública y cualquier actividad de proselitismo, lo que limita las interacciones religiosas con la mayoría musulmana.